# Øy Station
Øy Station (Øy stoppested) var en jernbanestation på Treungenbanen, der lå i Åmli kommune i Norge. Stationen åbnede som holdeplads 14. december 1913, da banen blev forlænget fra Åmli til Treungen. Oprindeligt hed den Øi, men stavemåden blev ændret til Øy i april 1921. Stationen blev nedgraderet til trinbræt 1. juni 1958. I 1946 blev banen ombygget fra smalspor til normalspor. Trafikken på den blev indstillet 1. oktober 1967, og i 1970 blev sporene taget op.
Stationsbygningen, der stod færdig året efter åbningen, blev tegnet af Ivar Næss, der vandt en arkitektkonkurrencen om strækningen fra Åmli til Treungen. Stationsbygningen er siden solgt fra og er i dag i privat eje.